# Anthene xanthopoecilus
Anthene xanthopoecilus är en fjärilsart som beskrevs av Holland 1893. Anthene xanthopoecilus ingår i släktet Anthene och familjen juvelvingar. Inga underarter finns listade i Catalogue of Life.